# Kanton La Chambre
Kanton La Chambre (francouzsky Canton de La Chambre) je francouzský kanton v departementu Savojsko v regionu Rhône-Alpes. Tvoří ho 14 obcí.

## Obce kantonu
- La Chambre
- La Chapelle
- Les Chavannes-en-Maurienne
- Montaimont
- Montgellafrey
- Notre-Dame-du-Cruet
- Saint-Alban-des-Villards
- Saint-Avre
- Saint-Colomban-des-Villards
- Saint-Étienne-de-Cuines
- Saint-François-Longchamp
- Sainte-Marie-de-Cuines
- Saint-Martin-sur-la-Chambre
- Saint-Rémy-de-Maurienne